# Aurantiporus
Aurantiporus Murrill (złotoporek) – rodzaj grzybów z rodziny strocznikowatych (Meruliaceae).

## Charakterystyka
Grzyby kortycjoidalne o owocniku rozpostartym lub siedzącym o barwie białej, różowej, łososiowej lub pomarańczowej, w KOH nie zmieniającym barwy lub czerwieniejącym. Hymenofor rurkowy, pory okrągłe lub kanciaste. System strzępkowy monomityczny, strzępki cienkościenne, ze sprzążkami, czasami inkrustowane, zdarzają się także strzępki gleocystydialne. Brak cystyd i cystydioli. Podstawki maczugowate, 4- sterygmowe, ze sprzążką bazalną. Bazydiospory elipsoidalne, szkliste, cienkościenne, gładkie, nieamyloidalne, niecyjanofilne. Grzyby powodujące białą zgniliznę drewna.
Aurantiporus wśród grzybów poroidalnych o monomitycznym systemie strzępkowym wyróżnia się barwą porów, wodnistą, chrzęstną konsystencją i zlepianiem się strzępek.

## Systematyka i nazewnictwo
Pozycja w klasyfikacji według Index Fungorum: Meruliaceae, Polyporales, Incertae sedis, Agaricomycetes, Agaricomycotina, Basidiomycota, Fungi.
Nazwę polską podali Barbara Gumińska i Władysław Wojewoda, Stanisław Domański, a w ślad za nim Władysław Wojewoda podali nazwę białak, jest ona jednak niespójna z obecną nazwą naukową, odwołuje się bowiem do rodzaju Tyromyces.

## Gatunki
- Aurantiporus albidus Rajchenb. & Cwielong 1995
- Aurantiporus alborubescens (Bourdot & Galzin) H. Jahn 1973
- Aurantiporus fissilis (Berk. & M.A. Curtis) H. Jahn ex Ryvarden 1978 – złotoporek niemiły, białak czerniejący
- Aurantiporus pilotae (Schwein.) Murrill 1905
- Aurantiporus priscus Niemelä, Miettinen & Manninen 2012
- Aurantiporus transformatus (Núñez & Ryvarden) Spirin & Zmitr. 2006

Wykaz gatunków i nazwy naukowe na podstawie Index Fungorum. Nazwy polskie według B. Gumińskiej i W. Wojewody.